# Madoryx
Madoryx este un gen de molii din familia Sphingidae. 

## Specii
- Madoryx bubastus (Cramer, 1777)
- Madoryx oiclus (Cramer, 1779)
- Madoryx plutonius (Hübner, 1819)
- Madoryx pseudothyreus (Grote, 1865)

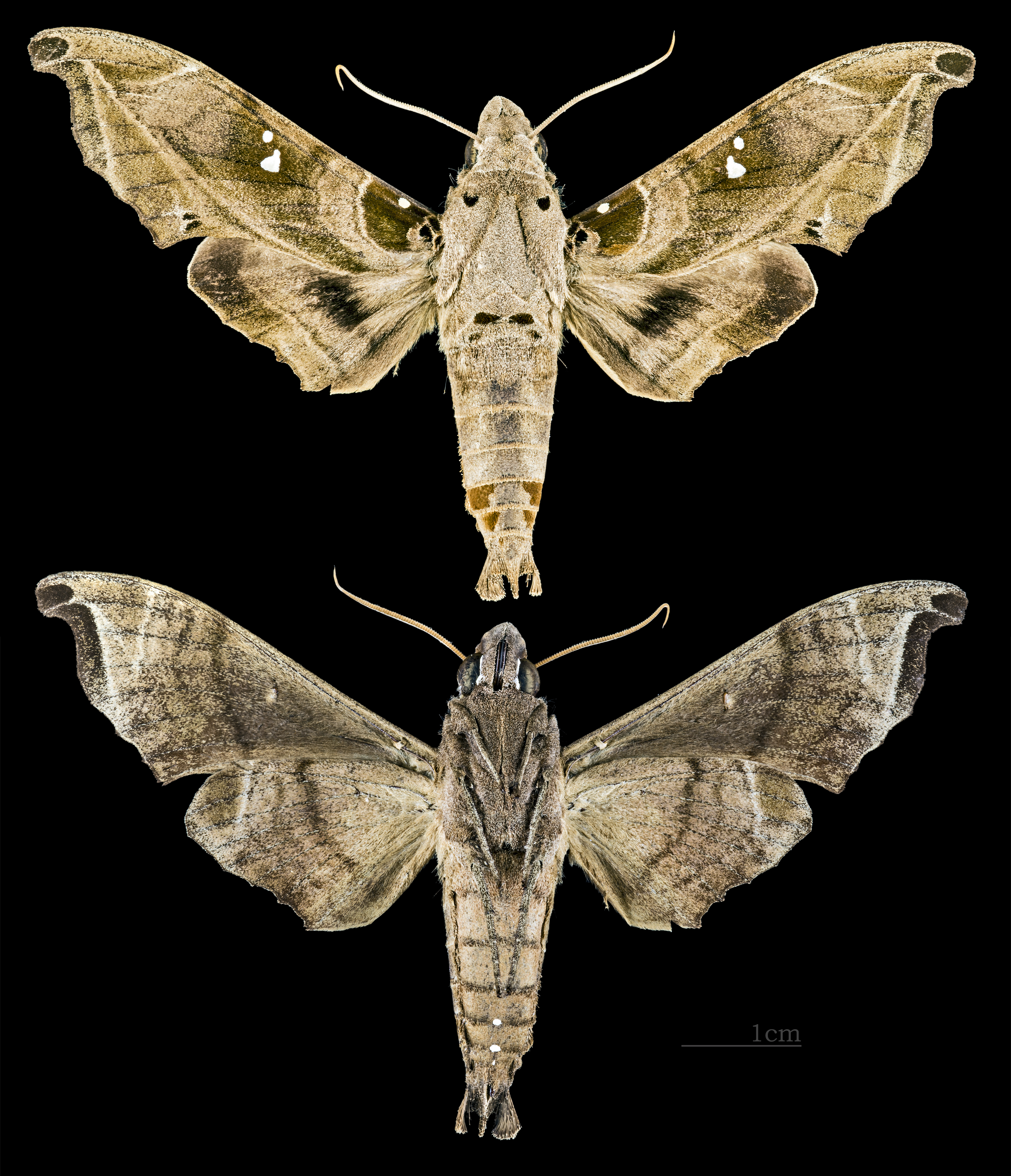
Madoryx bubastus MHNT
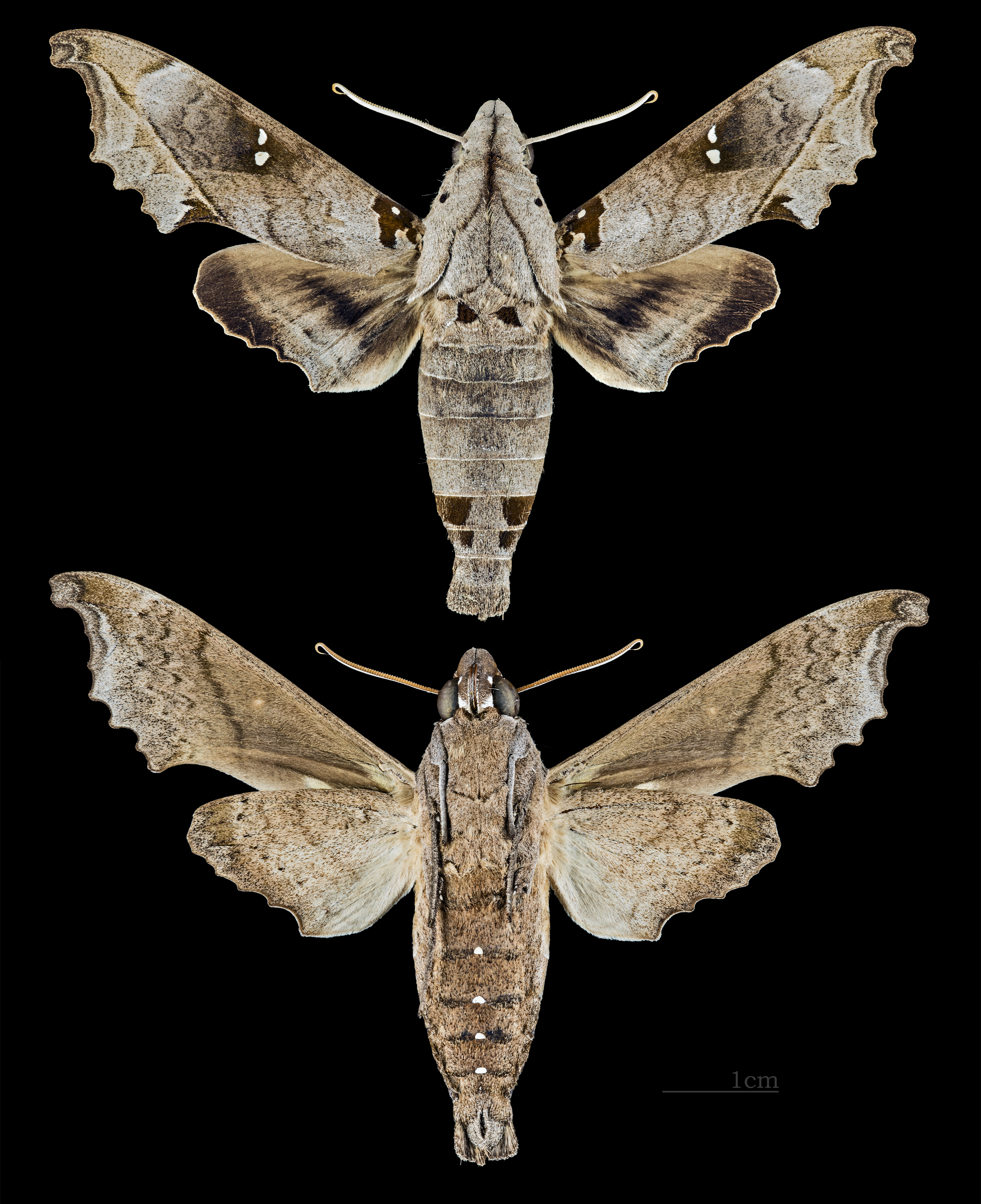
Madoryx oiclus MHNT
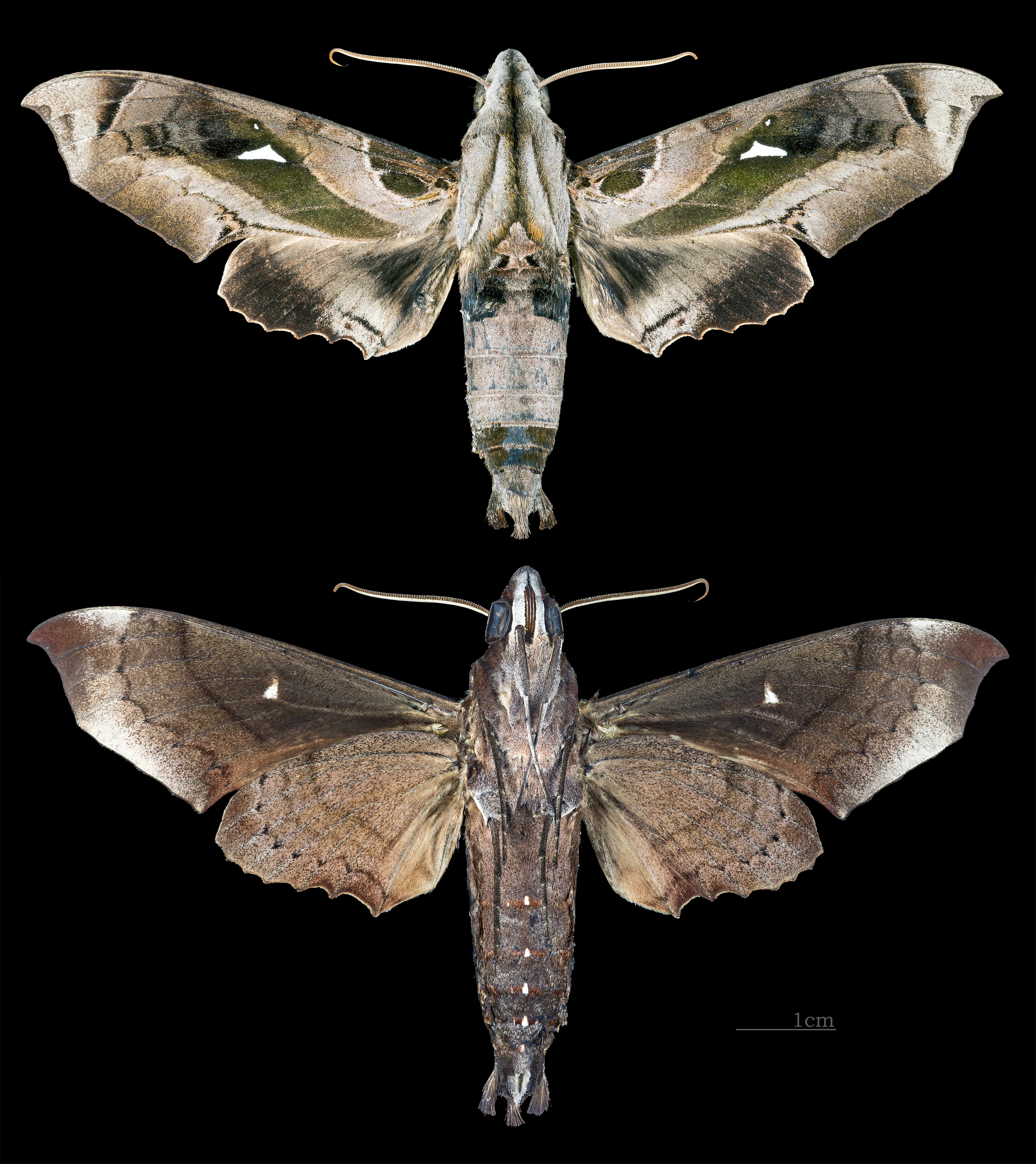
Madoryx plutonius MHNT
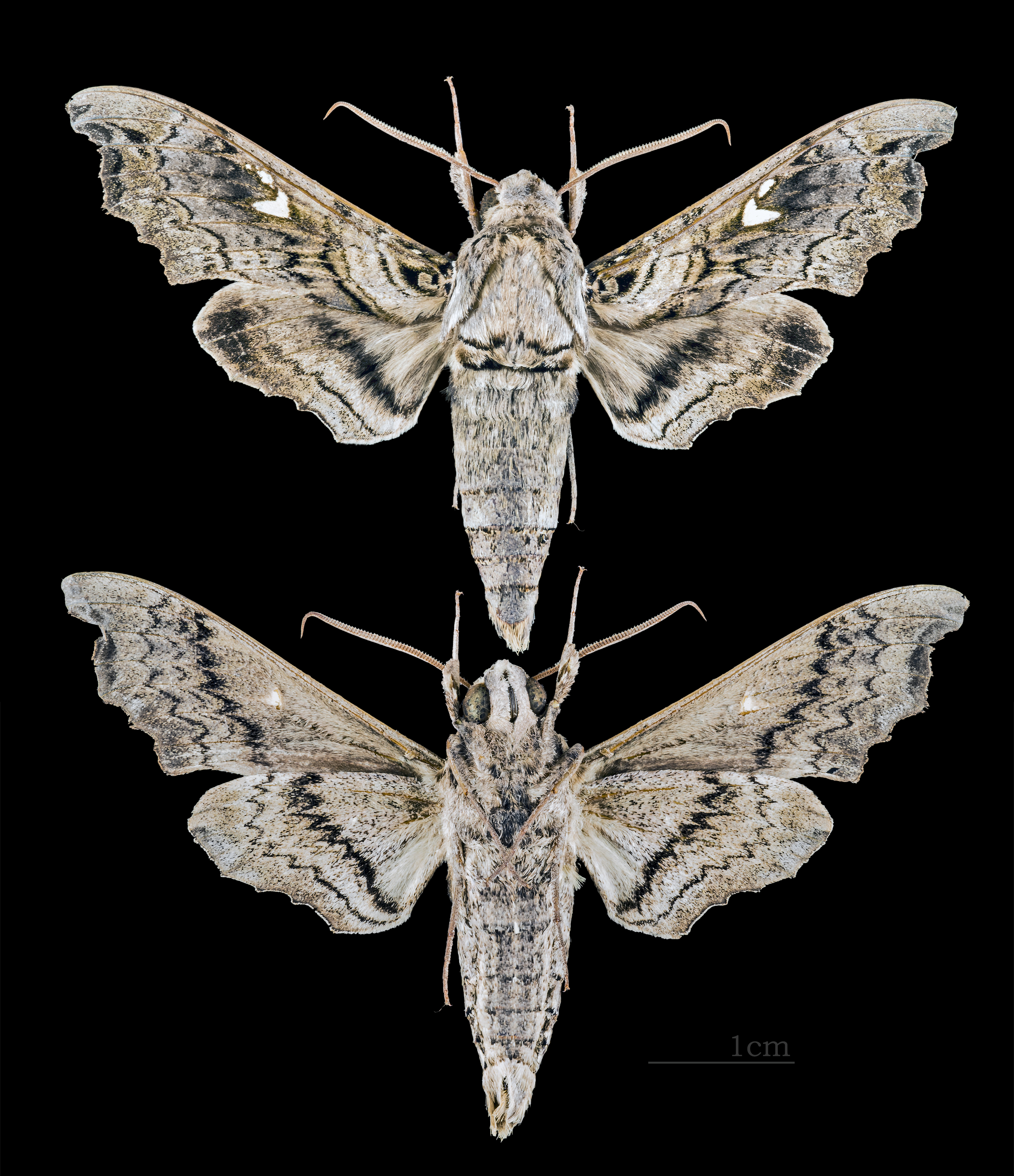
Madoryx pseudothyreus MHNT